# Labrone

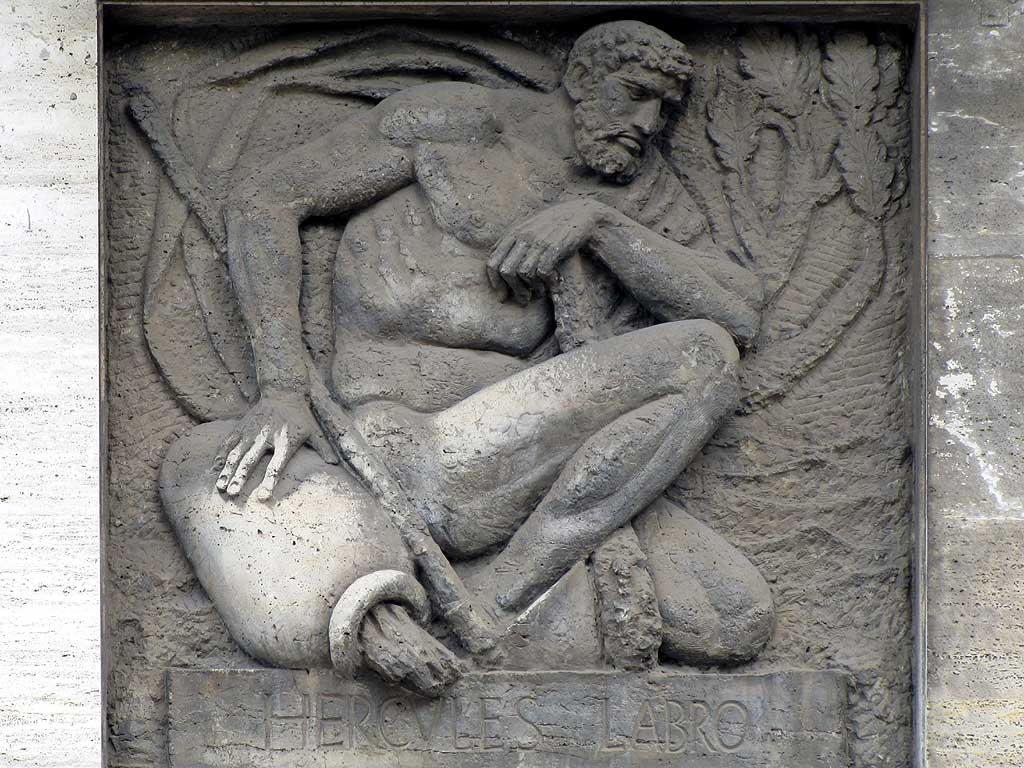
Bassorilievo di Ercole Labrone su un edificio di Livorno

Labrone significa Lido del Mare, derivante dal latino labrum, cioè labbro o estremità (e per estensione una "conca"). Il termine identificava propriamente una cala naturale localizzata, secondo alcuni autori, dove oggi sorge la città di Livorno, mentre secondo altri, più a sud, nei pressi dell'attuale centro abitato di Castiglioncello, esistente prima dell'edificazione della città stessa. La prima volta di cui si trova traccia del termine è nella lettera di Marco Tullio Cicerone scritta nel I secolo a.C., al fratello Quinto:
(Marco Tullio Cicerone, lettera al fratello Quinto)
Il nome Labrone sembra altresì avere un'altra possibile origine, oltre a quella latina. Pare, infatti, che nell'area fosse presente un tempio dedicato ad Ercole Labrone e costruito dai Lidi, una popolazione anatolica il cui massimo fulgore si ebbe a cavallo tra il VII e il VI secolo a.C. Il culto di Ercole Labrone pare fosse diffuso anche presso i romani, adorato in particolare in riva alle acque e soprattutto nei porti.
L'aggettivo labronico è tutt'oggi comunemente utilizzato come sinonimo di livornese.